# Eisgarn (Herrschaft)
Die Propsteiherrschaft Eisgarn war eine Grundherrschaft im Viertel ober dem Manhartsberg im Erzherzogtum Österreich unter der Enns, dem heutigen Niederösterreich.

## Ausdehnung
Die Herrschaft, die einzige Propsteiherrschaft Niederösterreichs, war mit der Pfarre Litschau kanonisch vereinigt. Sie umfasste zuletzt die Ortsobrigkeit über Eisgarn, Seifrieds, Kirchberghäuseln, Brandhäuseln, Wielandsberg und Arnolz. Der Sitz der Verwaltung befand sich im Kollegiatstift Eisgarn.

## Geschichte
Inhaber waren die Pröpste von Eisgarn, zuletzt Achaz Freiherr von Stiebar, bis die Herrschaft nach den Reformen 1848/1849 aufgelöst wurde.